# Abrone (grammatico)
Abrone (in greco antico: Ἅβρων?, Hábrōn; Rodi, I secolo a.C. – Roma, ...) è stato un grammatico greco antico.

## Biografia
Secondo la Suda Abrone, originario della Frigia o di Rodi, fu allievo di Trifone di Alessandria e insegnò a Roma al tempo dei primi imperatori romani; secondo Ermippo di Smirne inizialmente era uno schiavo.

## Opere
Abrone scrisse sulla flessione e derivazione dei pronomi, in polemica con le teorie grammaticali di Aristarco di Samotracia: ad esempio, Abrone attaccò Aristarco sostenendo che i pronomi non sono una classe coniugabile marcata dalla persona e che gli articoli non andrebbero legati ai pronomi. Inoltre, il grammatico rodio riteneva che, in grammatica, bisogna servirsi dell'uso, accanto alle attestazioni dei modelli e all'analisi comparata.